# Зелений Гай (Львівський район)
Зелений Гай — село в Україні, у Львівському районі Львівської області. Колишня назва — Угерці Винявські (до 1950 р.). Населення становить 343 особи. Орган місцевого самоврядування — Городоцька міська рада.

## Історія
В селі є дерев'яна церква Вознесення Господнього, вперше згадується у 1578 р. У 1673 р. парафія отримала акт створення («ерекційний»). У 1903—1904 pp. коштом громади і дідича села Михайла Малецького збудована за проектом Василя Нагірного на місці давнішої дерев'яна церква Вознесення Господнього. Тим зруйнував плани поляків збудувати тут костьол і в цей спосіб спольщити Угерці, як це було зроблено із сусіднім селом Мильчиці. Михайло Малецький побудував також захоронку для дітей, спровадив чотирьох монашок (сестра-служебниця, учителька, фельдшер і агроном), виділивши їм значний шмат поля. Помираючи, заповів маєток в Угерцях товариству “Просвіта”. На базі маєтку (директор Антін Андрійович Гап’як) “Просвіта” відкрила господарську школу. У 30-х роках товариство розпродало маєток шляхом парцеляції, щоб покрити видавничі борги.

## Населення
За даними Всеукраїнського перепису населення 2001 року, у селі мешкало 343 особи.